# Frederik Meinert
Frederik Vilhelm August Meinert (3. marts 1833 i København - 20. januar 1912 sammesteds) var en dansk entomolog, søn af Nicolai Jonathan Meinert og bror til Mathilde Meinert.
Meinert tog artium 1850 fra Borgerdydskolen på Christianshavn, og studerede derpå teologi, idet han samtidig i sin fritid var en ivrig insektsamler og derved kom under stærk påvirkning af J.C. Schiødte. 1857 tog han teologisk embedseksamen, men helligede sig derefter udelukkende entomologien. 1863 erhvervede han sig doktortitlen ved en afhandling om ørentvistenes anatomi, 1870 ansattes han som assistent ved Zoologisk Museum, 1883—85 holdt han forelæsninger ved Landbohøjskolen og 1885-1910 var han som Schiødtes efterfølger inspektor ved Zoologisk Museum. Meinert var en fortræffelig samler, der fra talrige rejser, såvel inden for som uden for Danmarks grænser, hjembragte til museet et stort og værdifuldt undersøgelsesmateriale. Meinert blev Ridder af Dannebrog 1892 og Dannebrogsmand 1909. Han er begravet på Assistens Kirkegård.
Han har udgivet en lang række videnskabelige arbejder, af hvilke de betydeligste viser sig stærkt påvirkede af den tyske zoolog Leydig, hos hvem Meinert studerede 1868-69. Af disse kan nævnes, foruden disputatsen, afhandlingerne om De danske Myrers Naturhistorie (1860), om de levendefødende gallemyglarver (1864-65), om De eucephale Myggelarver (1886), om myreløvens anatomi, med mere. Af rent anatomisk art er undersøgelserne over Scolopendrahovedet 1883, over fluernes munddele (1881) og over Sideorganerne hos Scarabælarverne (1895), medens den systematiske side har overvægten i bearbejdelserne af de i museet beroende tusindben og vandkalvelarver, i listerne over de danske krebsdyr, i beskrivelsen af Ingolf-ekspeditionens havedderkopper (1898) og i det af ham sammen med Schiødte udgivne værk over krebsdyrgruppen Cymothoæ.